# Le Festin d'Hérode (Masolino)
Pour les articles homonymes, voir Festin d'Hérode.

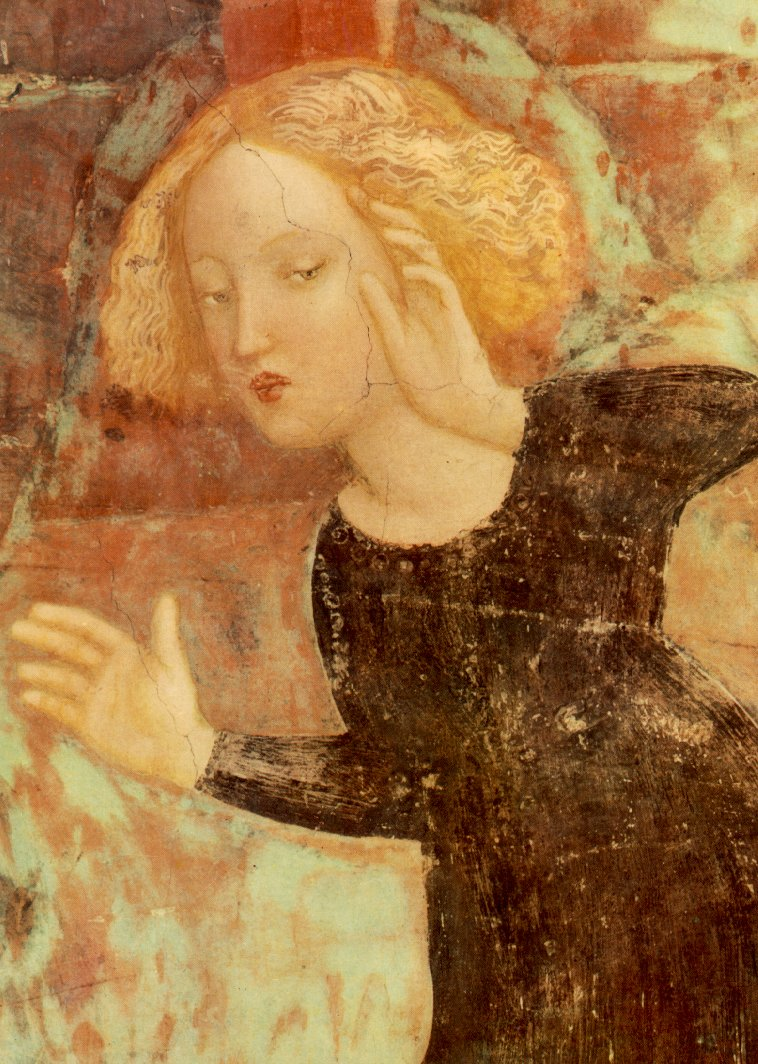
Détail

Le Festin d'Hérode (en italien : Banchetto di Erode) est une fresque réalisée par Masolino da Panicale en 1435 ; elle est visible au baptistère de Castiglione Olona. 
Il fait partie des Histoires de Saint-Jean-Baptiste, peintes en 1435, dont c'est l'une des meilleures fresques. Les assistants de Masolino à cette époque, Vecchietta et Paolo Schiavo, ont probablement également participé à sa réalisation. 

## Historique
Le Baptistère fait partie du complexe de la Collégiale médiévale  de Castiglione Olona. La dédicace de cet environnement à Saint Jean-Baptiste remonte à l'embellissement et à la modernisation du village promue par le cardinal Branda Castiglioni qui, à partir de 1425, fit reconstruire l'église paroissiale, ou Collégiale, fonda un collège pour l'éducation des jeunes et fit construire de toutes pièces l'église. La découverte d'un des plus importants cycles de fresques du XVe siècle, œuvre de Masolino da Panicale, n'a eu lieu qu'en 1843, sous les couches de plâtre appliquées à la fin du XVIIIe siècle ; l'inscription MCCCCXXXV (1435) sur l'intrados de l'arche absidale est considérée comme non contemporaine mais chronologiquement fiable quant à la date de leur exécution.

## Description
La scène se déroule dans une somptueuse architecture de la Renaissance, composée sur une vue centrale vertigineuse selon les règles de la perspective centrée. À gauche, sous une loggia ouverte, sorte d'architecture humaniste idéale, se trouve le banquet, avec Hérode en tête de table et trois invités, parmi lesquels celui qui se trouve à côté de lui pourrait être un portrait du cardinal Branda Castiglioni, qui a commandé le cycle. Devant eux debout se tiennent plusieurs dignitaires, dont deux figures portent un mazzocchio (« bourrelet »), coiffe en vogue à l'époque, qui rappellent les figures similaires de la fresque de la chapelle Brancacci (Guérison de l'infirme et résurrection de Tabita) (1424-1425), bien qu'elles soient ici traitées avec plus de réalisme et de fermeté volumétrique. Au-dessus de la petite loggia, au-delà d'une frise d'angelots et de festons des sarcophages classiques, il y a une autre petite loggia avec des arcs. À droite, la scène de la remise par Salomé à Hérodiade de la tête de Saint Jean-Baptiste, à la vue de laquelle une jeune fille aux traits très fins est effrayée. Cette scène se déroule sous un très long portique avec des colonnes et des arcs en plein cintre.
En arrière-plan, se trouve un paysage montagneux, où est peint au loin l'enterrement du Baptiste.
L'œuvre était autrefois enrichie de décorations en relief en tablette et en dorure, aujourd'hui presque totalement perdues.

## Style
La fresque est importante pour expliquer le rôle de Masolino comme médiateur entre la douceur épisodique du gothique international et les nouveautés de la Renaissance florentine, qu'il a fusionnée dans un style intermédiaire où la spatialité est nouvelle, mais l'élégance linéaire aristocratique des figures est toujours liée à la matrice gothique tardive. Son style était plus compréhensible et assimilable par les peintres du nord de l'Italie, encore étroitement liés à la culture figurative gothique, que celui d'artistes plus radicaux, permettant la diffusion de nouveautés au-delà des frontières de la Toscane.
Les indications spatiales apparaissent ici hyperboliquement soulignées, comme pour souligner l'originalité de l'auteur vis-à-vis de la culture lombarde.

## Analyse
Le Festin d'Hérode est une des dernières œuvres du maître ; il y répond avec une très grande cohérence aux propositions de Masaccio et crée un style efficace. La perspective est mise en évidence ; elle dégage un axe central, celui d'un espace humain où se joue la mort du saint. La décapitation de saint Jean-Baptiste est figurée presque héraldiquement sur le mur adjacent. Les figures groupées asymétriquement créent un rythme décalé sur l'axe duquel est situé l'enterrement du saint. La montagne est jaune d'or, rejoignant les architectures sur la surface. La profondeur est niée, tout comme l'ascension au Paradis nie la mort terrestre et seulement humaine. Il s'agit d'un « système pictural » qui donne son sens à la perspective dans un espace d'ensemble : elle est le lieu de la mesure humaine ; le divin et le sens providentiel du monde échappe à ses représentations. En 1435, la « dé-théologisassions » du monde n'est pas faite.

## Source de traduction
- (it) Cet article est partiellement ou en totalité issu de l’article de Wikipédia en italien intitulé « Banchetto di Erode (Masolino) » (voir la liste des auteurs).